# 中国黄金集団
中国黄金集団公司（ちゅうごくおうごんしゅうだんこうし）は、中華人民共和国の国有企業で、120社ある「中央企業」の一つである。
1979年、中国黄金総公司が設立され、2003年1月14日、中国黄金集団公司として登録された。国内最大の金生産企業である。本社は北京市東城区、総経理は孫兆学。
2013年3月29日午前6時（日本時間同7時）ごろ、傘下の華泰竜鉱業開発有限公司が採鉱にあたっているチベット自治区ラサ郊外の甲瑪探鉱区において、地すべり事故が発生。83人が生き埋めとなり、救出活動が進められている。